# Castañedo (Cangas del Narcea)
Castañedo (oficialmente en asturiano: Castanéu) es una parroquia del concejo de Cangas del Narcea, en el Principado de Asturias, España. En 2020 contaba con 70 habitantes, de los cuales 36 eran hombres y 34 mujeres.

## Localidades
En 2023, la parroquia estaba formada por las poblaciones de:
- Agüera de Castañedo (oficialmente, en asturiano, Augüera)[3] (aldea): 36 habitantes.
- Castañedo (Castanéu) (aldea): 20 habitantes.
- Sierra de Castañedo (Sierra de Castanéu) (aldea): 13 habitantes.
- Tárano (Táranu) (casería): 1 habitante.